# Pergognano
Pergognano è una frazione del comune di Castiglion Fiorentino, in provincia di Arezzo. Si trova nella parte occidentale della Val di Chio, in posizione pedecollinare.

## La località

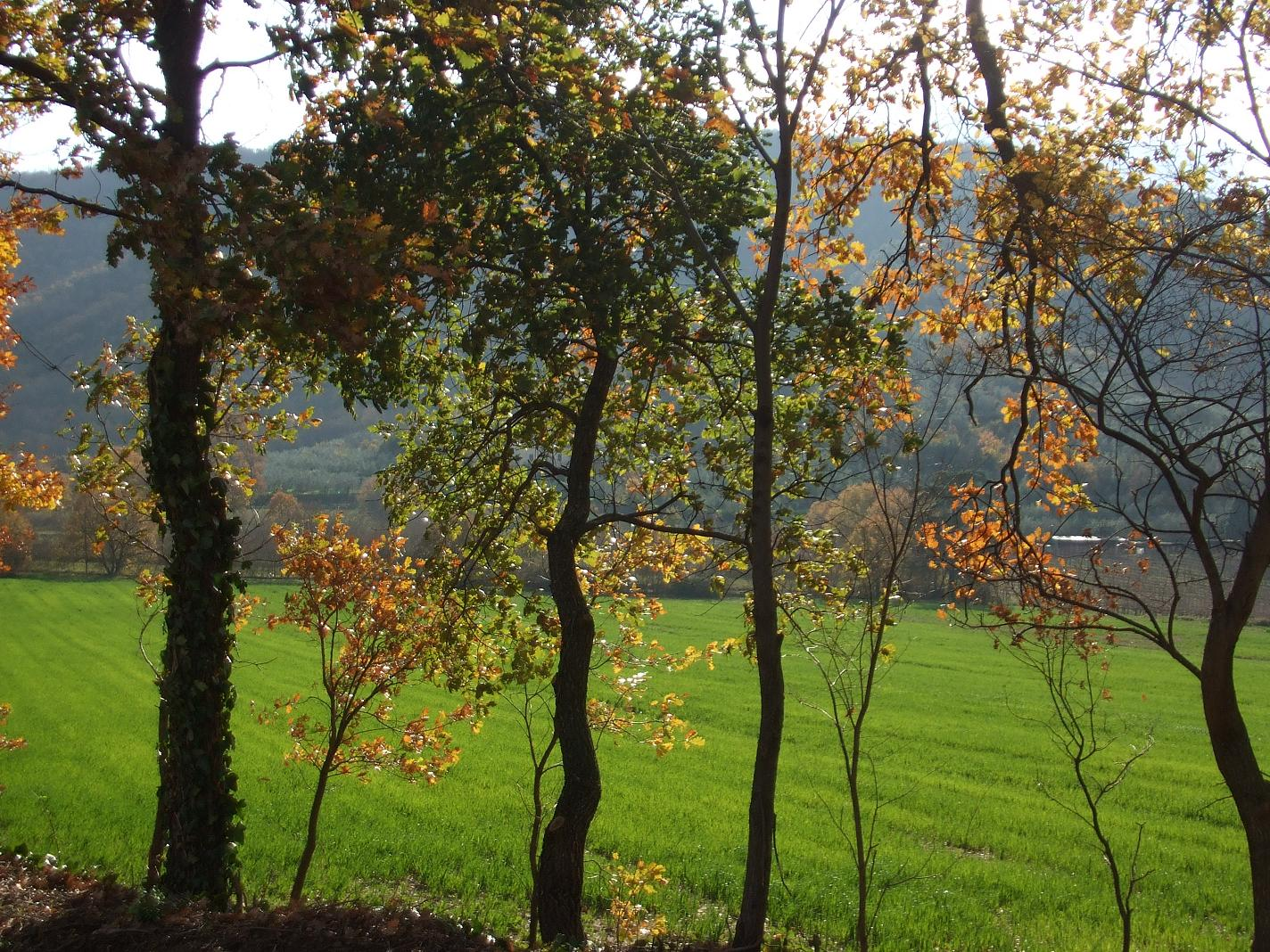
La campagna di Pergognano

Il prediale romano proviene dal nome della famiglia romana "Pergonius", che in zona vantava diritti di possesso o affitto, anche se viene avanzata l'ipotesi dell'etimo da "perga" oppure "parga" che sta per fienile, capanna. La villa, citata per la prima volta in un atto del 1039, fin dal XIII secolo appare sotto Castiglioni. Nel 1427 il paese contava 13 fuochi. La chiesa di San Donato viene citata in un atto del 1239 e poi nelle decime del XIII e del XIV secolo. Nel 1547 don Ludovico Tizi, rettore della chiesa, venne alle mani con un mugnaio del posto. La Visita apostolica del 1635 riferì che l'edificio sacro era mal tenuto e l'apertura ad occhio senza finestra era una pericolosa occasione per i ladri. Era allora parroco don Lattanzio Bambini. Dal 1692 al 1730 resse la parrocchia don Tommaso Segherini, che ricevette la Visita apostolica del 1728; in quest'occasione la chiesa fu trovata in buono stato. Dal 1904 al 1948 mantenne l'incarico don Archimede Brasini; nel 1907 il vescovo Volpi visitò la chiesa e la trovò in uno stato deplorevole. Venne poi restaurata negli anni Sessanta da don Angelo Tafi. Egli, che qui fu parroco dal 1962 al 1968, dette del paese la seguente descrizione: "La borgata di Pergognano si eleva sulle più basse pendici dell'Alta di Sant'Egidio a circa 300 metri di altezza. A ponente, vicinissimo, è Castiglion Fiorentino che, sulla sinistra, si staglia nello sfondo nebbioso e azzurrino della Val di Chiana; a levante i monti che chiudono la Valle di Chio sovrastati dal rudere del castello della Montanina: a settentrione i monti ed il passo della Foce con la strada panoramica che non esito a mettere tra le più belle della Toscana; a mezzogiorno, imminente, la catena montuosa che ha il suo culmine in Sant'Egidio e che sopra due più bassi speroni porta le rovine di Tuori e di Casteldernia".

## La chiesa di San Donato
La chiesa, posta al centro del piccolo borgo, esternamente appare intonacata e sormontata da un campanile che nel 1927 sostituì l'antica vela. All'interno ha una sola navata; sull'altare a sinistra è esposto un falso trittico gotico i cui settori laterali accolgono due angeli mentre quello centrale e maggiore Gesù che indica il suo Sacro Cuore. Sul fronte dietro l'altare vi è la tela, settecentesca, in cui, sotto la Colomba dello Spirito Santo, stanno a sinistra San Donato e a destra San Pietro martire.

## L'oratorio Segherini
Nella parte più bassa del paese si trova un oratorio, da tempo inattivo: trattasi dell'oratorio di San Tommaso voluto dalla famiglia Segherini. Un sacerdote di essa, cui era stato dato lo stesso nome ed aveva retto la locale chiesa di San Donato dal 1692, facendo testamento lasciava ai suoi eredi l'obbligo di farlo seppellire nell'oratorio e di celebrarvi 52 Messe l'anno (obbligo poi ridotto a 26 funzioni). Attualmente l'oratorio è totalmente spoglio e da qualche anno adibito a circolo parrocchiale.